# Neue Synagoge (Lipno)
Die Neue Synagoge in Lipno (deutsch Leipe), einer Stadt in der Woiwodschaft Kujawien-Pommern in Polen, wurde im 20. Jahrhundert errichtet. Die Synagoge  wurde während des Zweiten Weltkriegs zerstört. Heute befindet sich dort ein Kaufhaus.